# Димитър Кърнев
Димитър Кърнев е български музикант, основател и китарист на „D2".

## Биография
Роден е през 1974 година в София. Първите си музикални изяви прави през 1994, когато Илия Кънчев го взима за китарист в група Импулс. С Кърнев в състава си, групата издава албума „Лошо гадже". След това за кратко е член на група „Сленг", работи като гост-музикант с Ани Лозанова и Дони и Момчил, докато през януари 1999 заедно с певеца Дичо Христов създават „Д-2". Митко е основен композитор на групата. Той е автор на хитовете „Ледено момиче", „Не мога да спра да те обичам", „Аз и ти" и „100 години". През 2006 китаристът е принуден да смени вокалиста на групата с Деян Каменов, участник в риалитито Star Academy, тъй като Дичо напуска групата. С новия вокалист групата записва албума „6", а също така излизат песните „В съня" и „Секс, лъжи и музика".
Музикантът е привърженик на „Ботев" (Пловдив) Още от малък свири с лявата ръка и ползва специално направени по поръчка инструменти.
През 2021 г. участва в третия сезон на „Маскираният певец“ като гост-участник в ролята на Бикът.

## Филмография
- Главно представление (2009) Command Performance – D-2 Cmf